# Champions Trophy de hockey sobre césped femenino de 2000
El Champions Trophy de hockey femenino 2000 fue la 8.ª edición del torneo. Se llevó a cabo entre el 26 de mayo y 3 de junio de 2000 en el Wagener Stadium de Amstelveen, Países Bajos.

## Equipos participantes
- Alemania (tercero en el mundial 1998)
- Países Bajos (país anfitrión)
- Argentina (cuarto en el mundial 1998)
- Nueva Zelanda (sexto en el mundial 1998)
- Australia (campeón defensor, campeón del mundo y campeón olímpico)
- Sudáfrica (séptimo en el mundial 1998)

## Tabla de posiciones
| Equipo        | J | G | E | P | GF | GC | D/G | Pts | Clasificación |
| ------------- | - | - | - | - | -- | -- | --- | --- | ------------- |
| Países Bajos  | 5 | 4 | 0 | 1 | 10 | 4  | +6  | 12  | Final         |
| Alemania      | 5 | 3 | 1 | 1 | 9  | 7  | +2  | 10  | Final         |
| Australia     | 5 | 3 | 2 | 0 | 15 | 5  | +10 | 9   | 3.ª posición  |
| Argentina     | 5 | 2 | 1 | 2 | 7  | 8  | -1  | 7   | 3.ª posición  |
| Nueva Zelanda | 5 | 0 | 2 | 3 | 5  | 13 | -8  | 2   | 5.ª posición  |
| Sudáfrica     | 5 | 0 | 2 | 3 | 6  | 15 | -9  | 2   | 5.ª posición  |

## Rueda final

### 5.º y 6.º puesto
|  | Nueva Zelanda | 0 - 2 | Sudáfrica |  |  |

### Tercer puesto
|  | Australia | 1 - 0 | Argentina |  |  |

### Final
|  | Países Bajos | 3 - 2 | Alemania |  |  |

## Posiciones finales
| Pos | Equipo        |
| --- | ------------- |
|     | Países Bajos  |
|     | Alemania      |
|     | Australia     |
| 4.  | Argentina     |
| 5.  | Sudáfrica     |
| 6.  | Nueva Zelanda |

## Premios individuales
| Mejor jugadora | Mejor jugadora joven | Mejor arquera | Goleadora               |
| -------------- | -------------------- | ------------- | ----------------------- |
| Luciana Aymar  | Minke Smabers        |               | Nadine Ernsting Krienke |